# Cuando calienta el sol
Cuando calienta el sol è una canzone la cui composizione è accreditata al nicaraguense Rafael Gaston Perez, al cubano Mario Rigual e all'argentino Carlos Albert Martinoli, fu pubblicata nel 1961, dal gruppo cubano Los Hermanos Rigual ed è il loro cavallo di battaglia. Il brano riscosse un enorme successo a livello internazionale e, negli anni seguenti, furono realizzate numerose versioni da diversi artisti. Fra questi Javier Solís, Vikki Carr, Steve Allen, Anacani, Luis Miguel ed il cantante belga Helmut Lotti e Trini Lopez, che aveva favorito al trio l'ingresso nel mercato discografico europeo, in particolare in Portogallo, Spagna e Italia. Un contributo determinante del successo europeo era stato quello della versione originale in spagnolo del gruppo italiano Los Marcellos Ferial.

## In Italia
In Italia, infatti, oltre alla versione originale che aveva riscosso grandissimo successo, il brano de Los Hermanos Rigual, raggiunse il primo posto della hit parade vendendo oltre 500 000 copie. 
Nonostante ci fossero altre due versioni nel mercato nazionale, infatti, il trio Los Marcellos Ferial aveva inciso una sua versione e sempre nel 1962 quella dell’attrice Lina de Lima.

## Nel cinema
Nel 1963 fu realizzato l'omonimo film per la regia di Julio Saraceni.